# سوق الكبابجية

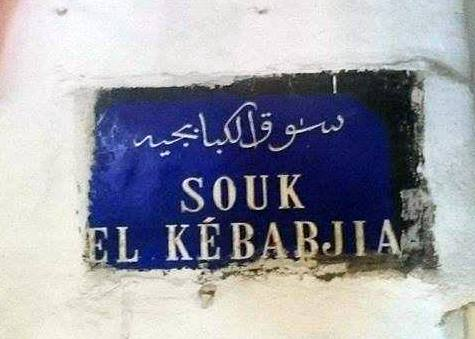
لوحة تشير إلى اسم السوق

سوق الكبابجية هو أحد أسواق مدينة تونس العتيقة، سمي هذه السوق بسوق الكبابجية إشارة إلى الحرفيين الذين يقومون بصنع الكبائب «جمع كبة».

## الموقع
يقع سوق الكبابجية غرب جامع الزيتونة، مقابل سوق البركة، ومجاور لسوق الترك من ناحية وسوق السكاجين من ناحية أخرى.

## التاريخ
بني سوق الكبابجية في نفس الفترة التي بني فيها سوق الترك وذلك بأمر من يوسف داي خلال القرن الحادي عشر هجريا.

## المنتوج

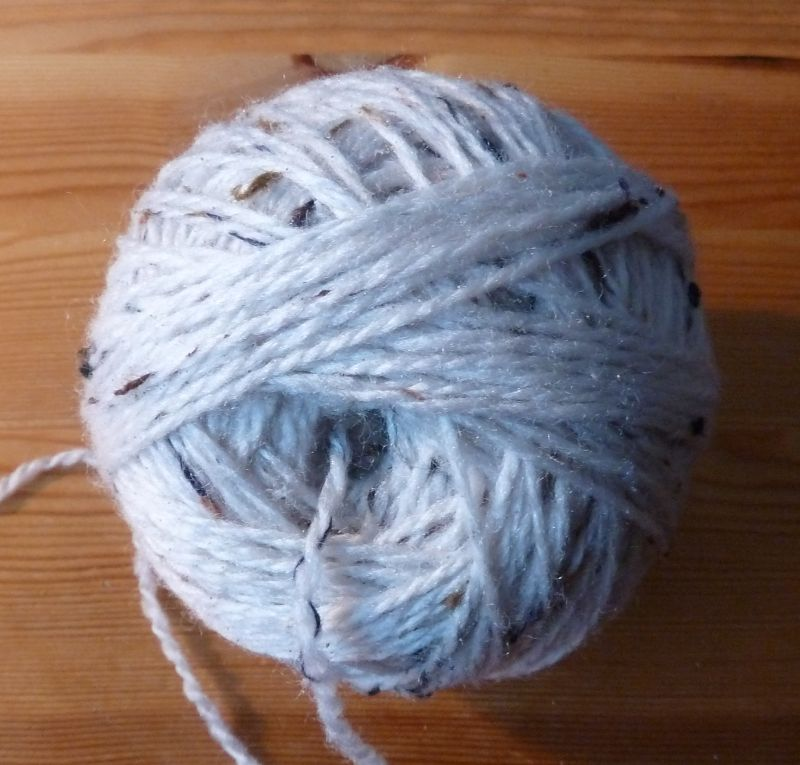
كبة

يختص هذا السوق في تجارة الألبسة التقليدية وبيع الكبائب.